# Officine Meccaniche della Stanga
 (janvier 2010).
Si vous disposez d'ouvrages ou d'articles de référence ou si vous connaissez des sites web de qualité traitant du thème abordé ici, merci de compléter l'article en donnant les références utiles à sa vérifiabilité et en les liant à la section « Notes et références ».

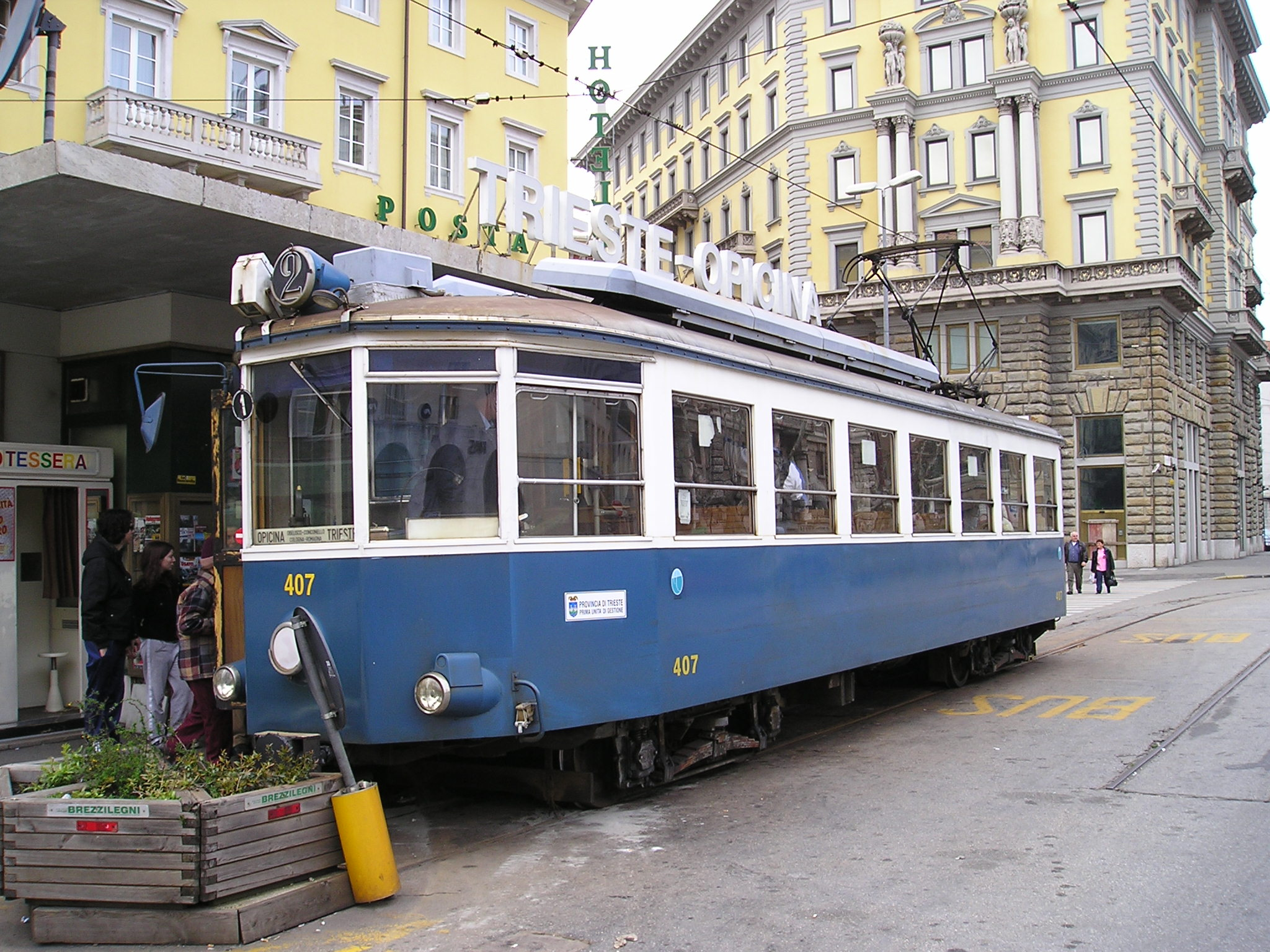
Tram "Stanga" n. 407 de 1942 à Trieste.

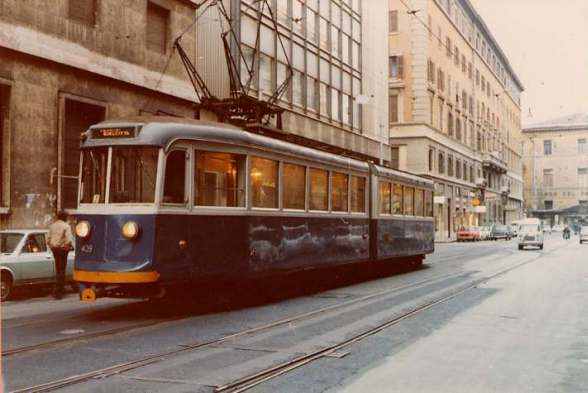
Rome : TAS Urbinati 1re série sur la ligne "Termini-Cinecittà" en 1980.

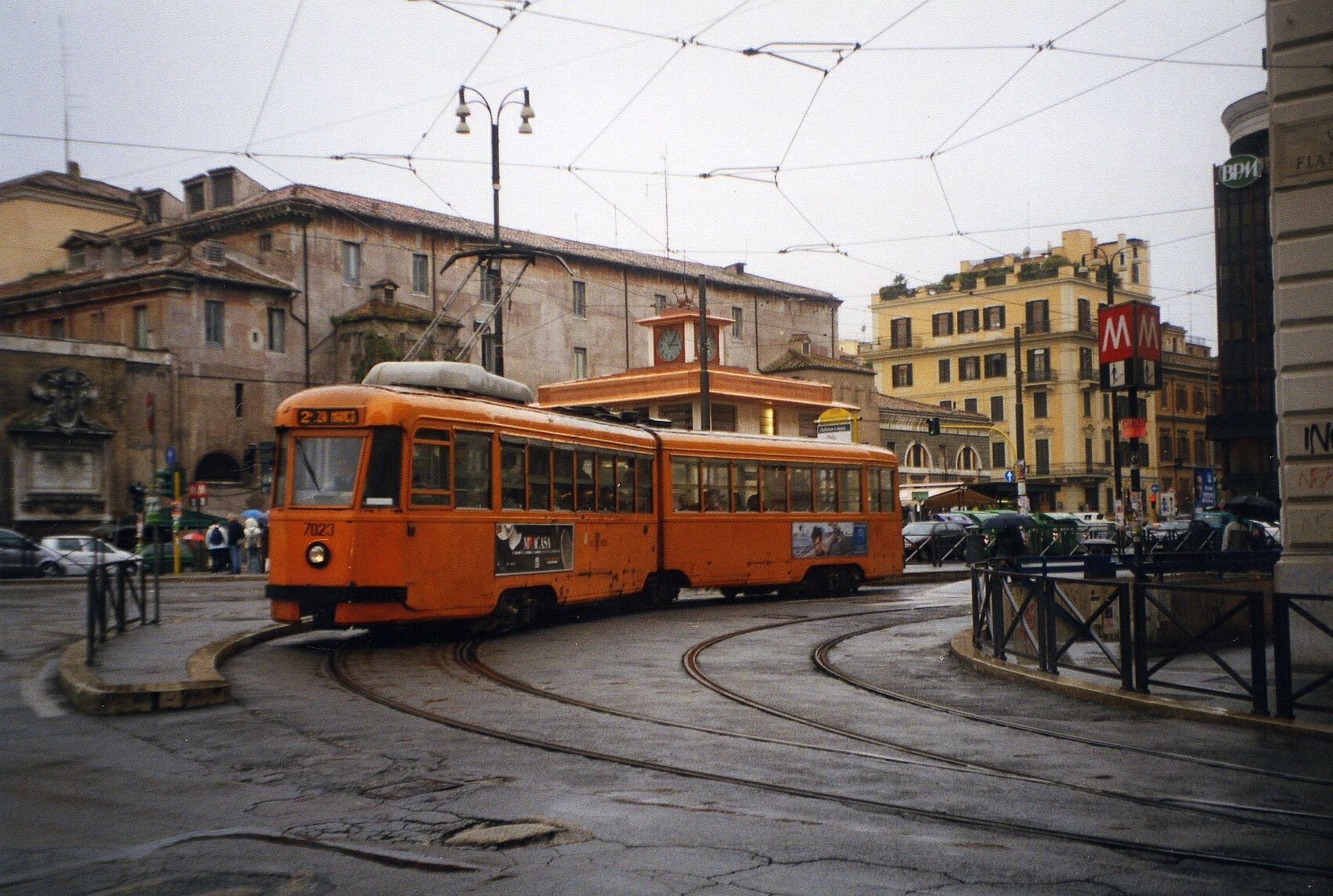
Rome : TAS Urbinati 2e série, ATAC 7023, ligne 2 piazzale Flaminio, de 1948.

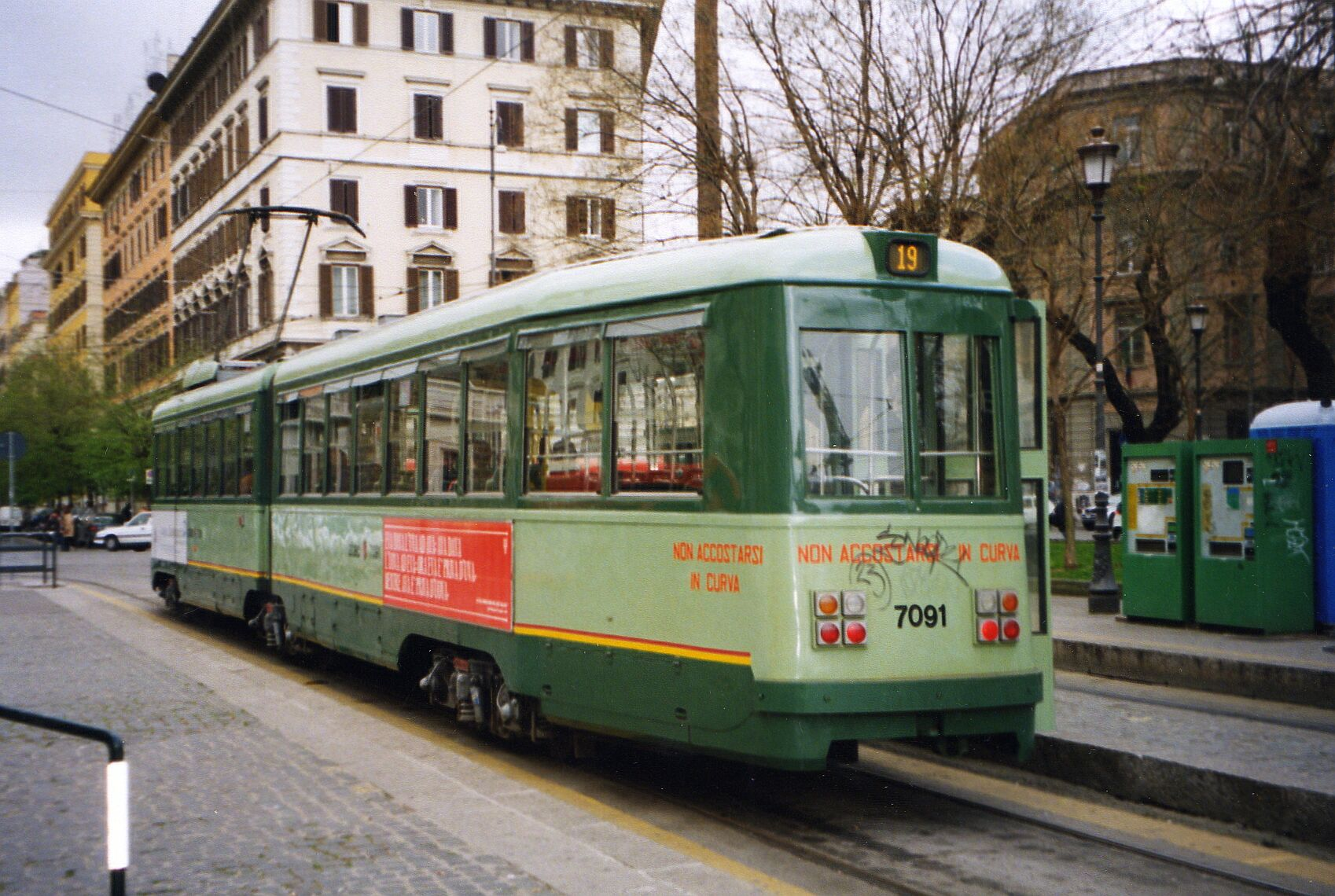
Rome : TAS Urbinati 2e série, ATAC 7091, ligne 19 Piazza del Risorgimento, de 1949.

La société Officine Meccaniche della Stanga était un constructeur ferroviaire italien, spécialisé dans les domaines ferroviaire et tramviaire. Créée à Padoue en 1920, la société a été intégrée au groupe Firema Trasporti Spa en 1993.

## Histoire

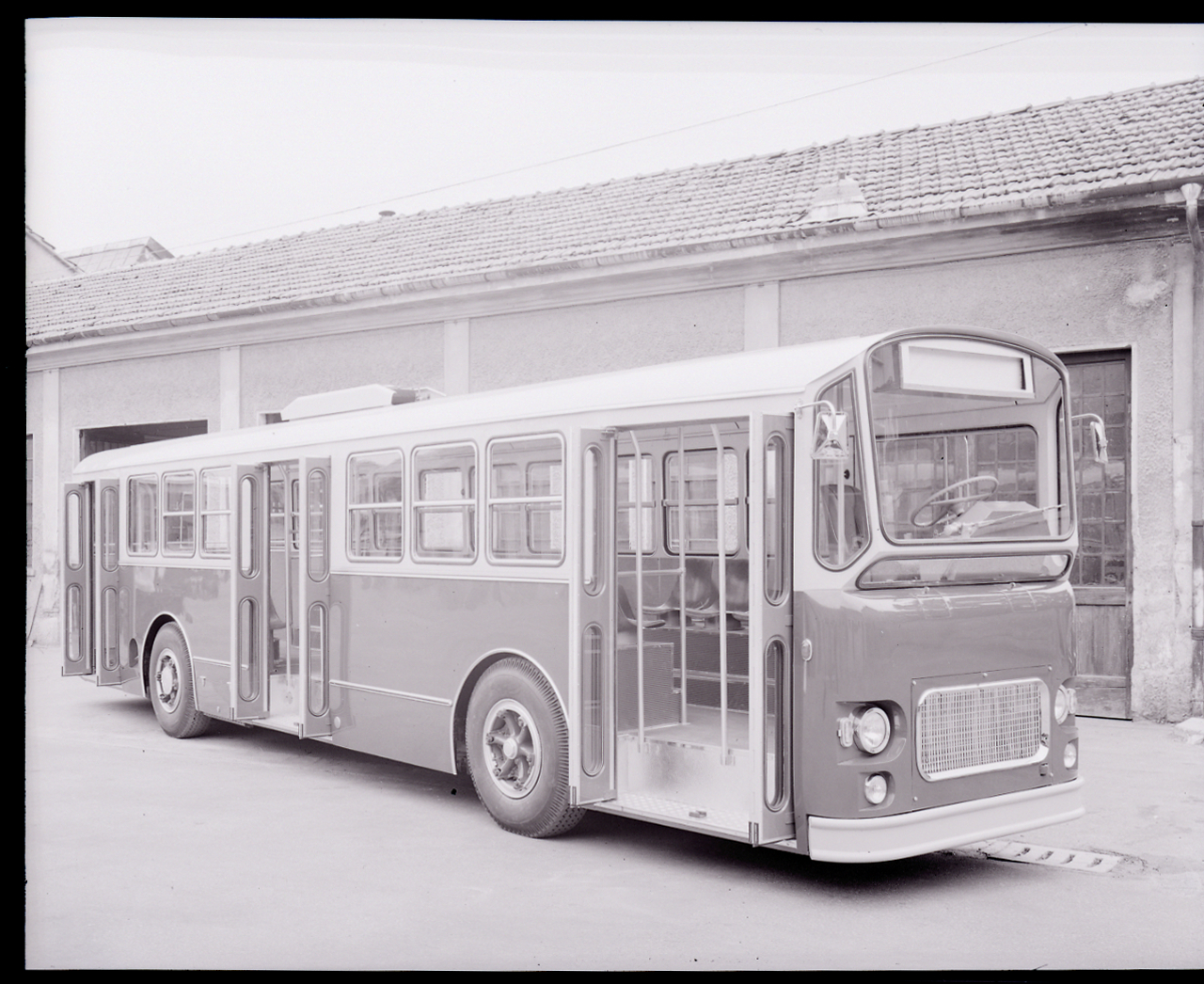
Autobus Fiat 410. Photo par Paolo Monti, 1968.

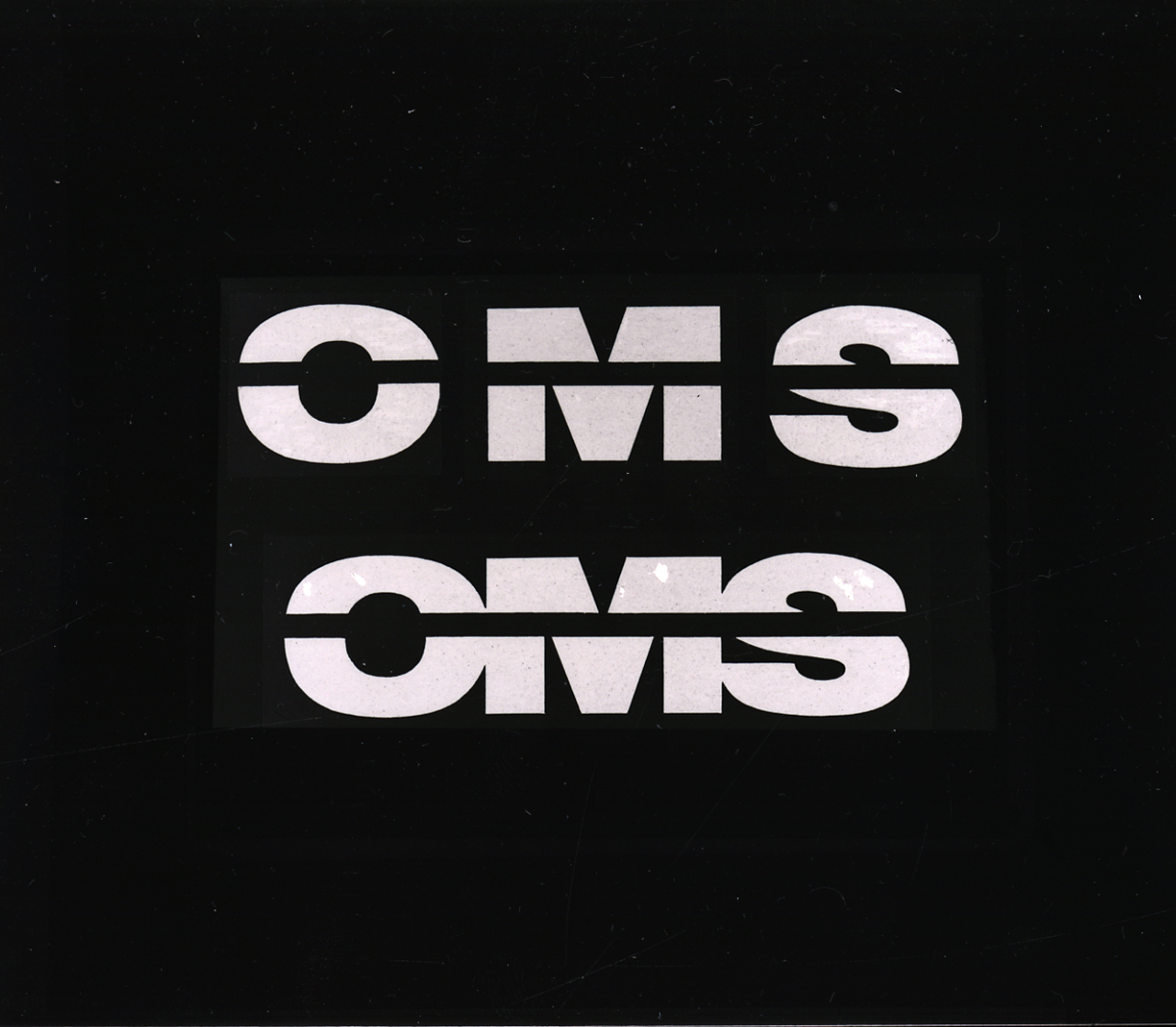
Logo par Albe Steiner, 1968

Le nom « Stanga » proviendrait du quartier de la ville de Padoue où était située l'usine à sa création, en 1920.
Depuis le début des années 1970, l'usine et son siège social ont été transférés à l'extérieur de la ville, dans la zone industrielle Est, Corso Stati Uniti toujours à Padoue.
Malgré les nombreuses et importantes commandes de tramways dans la seconde moitié des années 1920, ainsi que de matériels ferroviaires durant les années 1930, la réputation de la société est surtout liée à l'arrivée de l'ingénieur Mario Urbinati[réf. nécessaire], ancien directeur technique de la société Stefer de Rome qui, dès son arrivée à « La Stanga » au milieu des années 1930, déposa le brevet du système d'articulation des caisses des voitures des chemins de fer. Ce dispositif, baptisé « Couronne de pivotement Urbinati », fut immédiatement mis en œuvre sur les trams Stanga, commandés par les deux sociétés de transports en commun de Rome Stefer et ATAC, appelés officiellement « TAS » - Treni Articolati Stanga - trains articulés Stanga. Les prototypes seront présentés respectivement en 1938 et 1941 ; ce dernier sera sérieusement endommagé lors du bombardement de Rome en 1943.
C'est à partir de ce moment que la société Officine Meccaniche della Stanga, même si elle participera à la réalisation des carrosseries de trolleybus comme le Fiat 668F, se spécialisera dans la construction d'éléments ferroviaires articulés.
En 1967, elle décida de construire de nouveaux ateliers à l'extérieur de la ville de Padoue, là même où la totalité de l'usine sera transférée au début des années 1970. Dans ce nouveau site industriel, plus vaste et moderne, la société reprendra la construction de matériel roulant sur route et construira les premiers autobus articulés de Fiat Bus, les Fiat 410 O.M.S. de 18 mètres.
La société sera ensuite contrôlée par le constructeur napolitain Firema Trasporti qui l'absorbera en 1993.
Récemment, la société a réalisé au sein de Firema, les rames du métro de Gênes. À la suite de la crise du secteur en Italie comme en Europe, par un manque de commandes, le site de Padoue a été fermé[réf. nécessaire].

## Le premier trolleybus articulé au monde
La mise au point d'un nouveau type de matériel de locomotion urbain resta secret au sein de l'entreprise jusqu'au mois d'avril 1941 quand le prototype conçu et réalisé par la société Stanga fut mis en service auprès de l'ATAG, la société des services publics de Rome, sous le numéro interne 8001.
Ce véhicule n'a pas reçu de nom particulier car il s'agissait d'une étude innovative. Ce trolleybus était articulé, comprenant, comme tous les modèles actuels de bus articulés, une caisse principale à deux essieux et une caisse remorquée, avec un seul essieu s'appuyant sur la première à travers un système articulé. D'une longueur de 18,30 mètres, un poids à vide de 13.600 kg, il était mu par deux moteurs du constructeur italien Tecnomasio GLM03202 de 68 cv, reliés en série, qui actionnaient chacun un des essieux arrière. Disposant d'une capacité de 150 places dont 40 assises, il bénéficiait d'un très bon rayon de braquage pour l'époque, 11 mètres.

## Sources
Source principale site web entreprise (voir ci-dessous)